# 보통결의
보통결의는 출석한 주주의 의결권의 과반수와 발행주식총수의 4분의 1 이상의 수로써 하는 결의로서, 상법이나 정관에서 특별결의나 특수결의사항으로 정한 이외의 모든 사항이 보통결의사항이다. 결의의 결과 출석한 주주의 의결권이 가부동수인 경우에는 그 의안은 부결된 것으로 보아야 하고, 이때에 의장에게 그 결정권을 주는 내용의 정관의 규정은 무효라고 본다. 왜냐하면 의장이 주주인 경우에는 1주 1의결권의 원칙에 반하며, 주주가 아닌 경우에는 주주 아닌 자에 의한 결의참가가 되기 때문이다.

## 판례
회사의 정관에 이사회의 결의는 이사 전원의 과반수로 하되 가부동수인 경우에는 이사회 회장의 결정에 의하도록 규정되어 있다고 하더라도 재적 6명의 이사 중 의장을 포함한 3인이 참석하여 이루어진 이사회의 결의는 과반수에 미달하는 이사가 출석하여 상법상의 의사정족수가 충족되지 아니한 이사회에서 이루어진 것으로 무효이다

## 같이 보기
- 특별결의